# Светско првенство у пливању 2017.
Светско првенство у пливању 2017. одржано је по 17. пут од 23. до 30. јула 2017. године као део програма Светског првенства у воденим спортовима чији домаћин је био главни град Мађарске Будимпешта. Такмичења су се одвијала у укупно 42 дисциплине, по 20 дисциплина у мушкој и женској конкуренцији и још две дисциплине у мешовитој конкуренцији. Све трке одржале су се на базену спортског центра Дунав арена.

## Сатница такмичења
На светском првенству у пливању биће одржана такмичења у укупно 42 дисциплине. Све квалификационе трке одржавале су се у јутарњем делу програма који је почињао у 9:30 по локалном времену, док је вечерњи део програма започињао у 17:30 часова (локално време UTC+2).
| КВ | Квалификације | 1/2 | Полуфинала | Ф | Финала |